# Usman
Usman (arab. عثمان) – miejscowość w Syrii, w muhafazie Dara. W 2004 roku liczyła 8929 mieszkańców.